# Osum
Der Osum (albanisch auch Osumi; lateinisch Apsus; griechisch Αψός Apsós) ist ein 161 Kilometer langer Fluss in Südalbanien. Er entwässert ein Gebiet von 2073 Quadratkilometern, welches das zentrale südalbanische Bergland zwischen den Flüssen Vjosa und Devoll, die Westflanken des Grammosgebirges und des Tomorr umfasst.
Der Osum entsteht im Südosten des Landes im Gebiet des Kreises Korça westlich des Dorfes Vithkuq durch den Zusammenfluss zweier Bäche auf rund 1420 m ü. A. Von dieser Stelle fließt der Osum zuerst nach Südosten, später nach Süden, bis er im Gebiet von Kolonja seinen in der Folge bestimmenden nordwestlichen Lauf einschlägt. Durch diesen Bogen nach Osten und Südosten umkreist er einen Teil seines Quellgebietes. In seinem Oberlauf, insbesondere in den Regionen Kolonja und Skrapar, durchfließt der Osum sehr unzugängliches Gebiet. Im Gegensatz zu den meisten anderen großen Flüssen des Landes folgen keine Straßen oder Wege dem Flusslauf. Die Siedlungen liegen meist auf dem Hochplateau, und die einfachen Straßen und Wege kreuzen den Fluss nur in Ausnahmefällen.
Rund 15 Kilometer südöstlich von Çorovoda weitet sich das Tal des Osum allmählich, wird bewohnter und zugänglicher. Der Fluss selber liegt aber in der tiefen, von bis zu 100 Meter hohen Felswänden umgebenen Osum-Schlucht. Diese ist auf einer Länge von etwa 13 Kilometern zwischen zwei und 13 Metern breit. Die enge Schlucht wird von Kanuten und River-Raftern geschätzt. Bis zu seiner Mündung verläuft der Osum nun recht exakt nach Nordwesten. Vor Çorovoda endet die Schlucht, Tal und Flussbett weiten sich mehr und mehr.
Die Osumi-Schlucht ist eine der spektakulärsten Naturattraktionen Albaniens. Während des Frühlings ermöglicht Hochwasser aus schmelzendem Schnee die Erkundung der gesamten Länge der Schlucht vom Fluss aus. Der Frühling ist auch die beste Zeit, um die vielen Wasserfälle in den Schluchten zu betrachten, die von oben donnern, wenn Entdecker auf Booten unten vorbeifahren. Die Stromschnellen sind Klasse II, so dass man keine Vorkenntnisse in Wildwasser benötigt, um sie zu navigieren. Am Ende des Sommers, wenn das Wasser niedriger ist, ist die gesamte Länge der Schlucht nicht schiffbar, aber es gibt verschiedene Spaziergänge mit Möglichkeiten zum Schwimmen in verschiedenen Pools und Bächen.
Die Ränder der Schlucht haben ein ungewöhnliches Ökosystem, das das Grün auf beiden Seiten der Schlucht das ganze Jahr über bewahrt. Mediterrane Büsche wie Heide und Dornbusch gedeihen zusammen mit einer reichen Flora und Fauna. An den Hängen der Schlucht hat die Erosion pockennarbige Höhlenwände mit kleinen Höhlen geschaffen. Einige der Felsformationen in der Schlucht haben phantasievolle Namen wie die Kathedrale, das Auge und die Dämonentür.

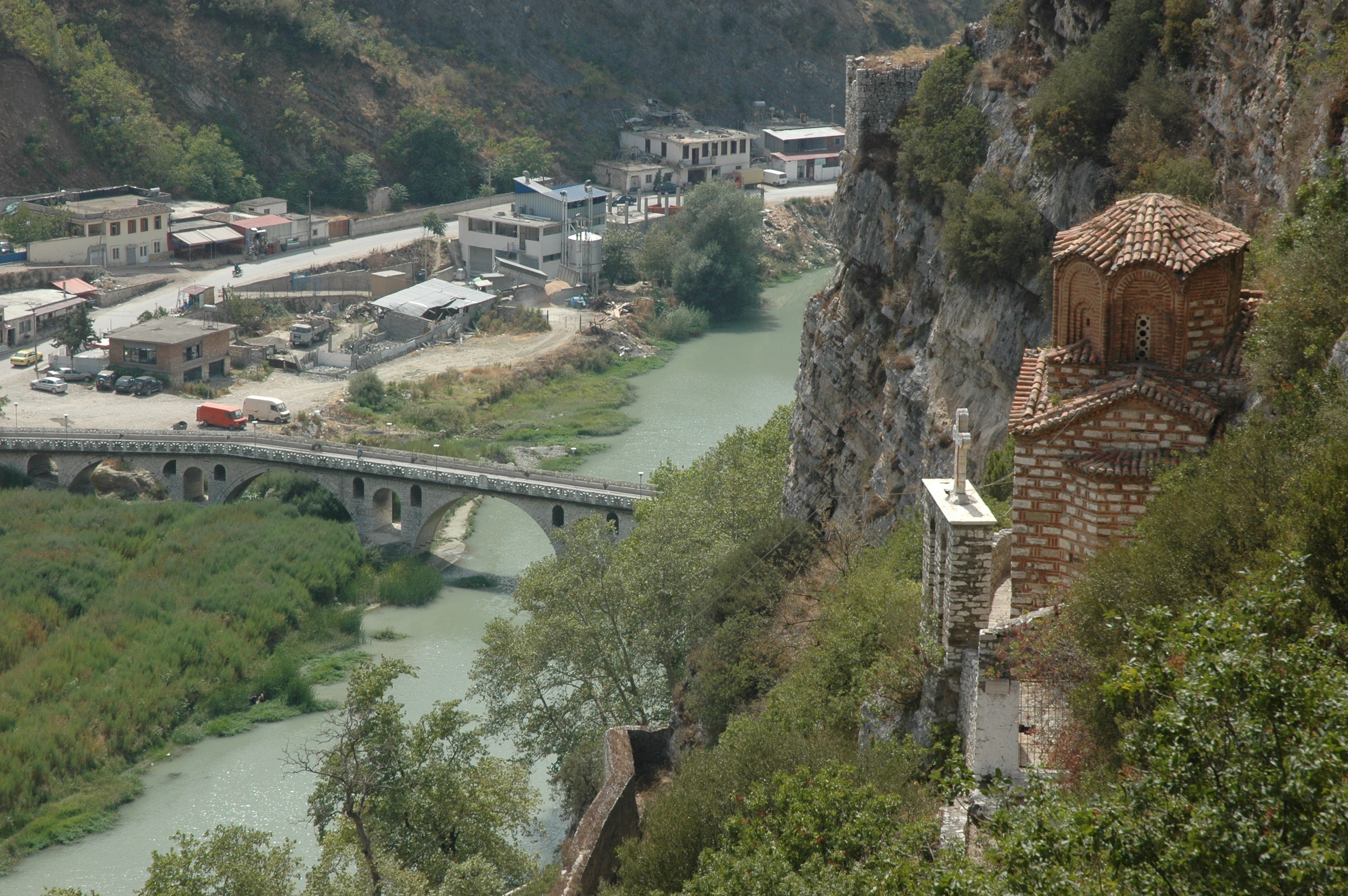
Einschnitt von Berat

In Berat passiert er einen engen Einschnitt zwischen zwei Hügeln, der von der Burg von Berat kontrolliert wird. Hier überquert auch die alte osmanische Steinbrücke Ura e Goricës den Fluss. Danach verlässt der Osum das Berg- und Hügelland und tritt in flaches Land aus. Westlich von Kuçova vereinigt er sich am Rande der Myzeqe-Ebene mit dem ebenfalls aus dem Südosten kommenden Devoll zum Fluss Seman. Bis hier hat der Fluss eine Länge von 161 Kilometern erreicht und führt durchschnittlich 32,5 m³/s – das Jahresmaximum übersteigt die minimale Jahresabflussmenge um das 13-Fache. Der Seman mündet 85 Kilometer weiter westlich in einem kleinen Delta südlich der Lagune von Karavasta in die Adria.

Die Einheimischen erzählen viele interessante Legenden, wie die von Mulliri i Babait, Vrima e Nuses und Saint Abaz Ali. Die Schlucht umfasst sechs schmale Abschnitte, die von 1,5 m Breite im Flussbett bis zu 35 m Breite weiter oben an den Seiten der Schlucht reichen.